# Kerkmeubilair

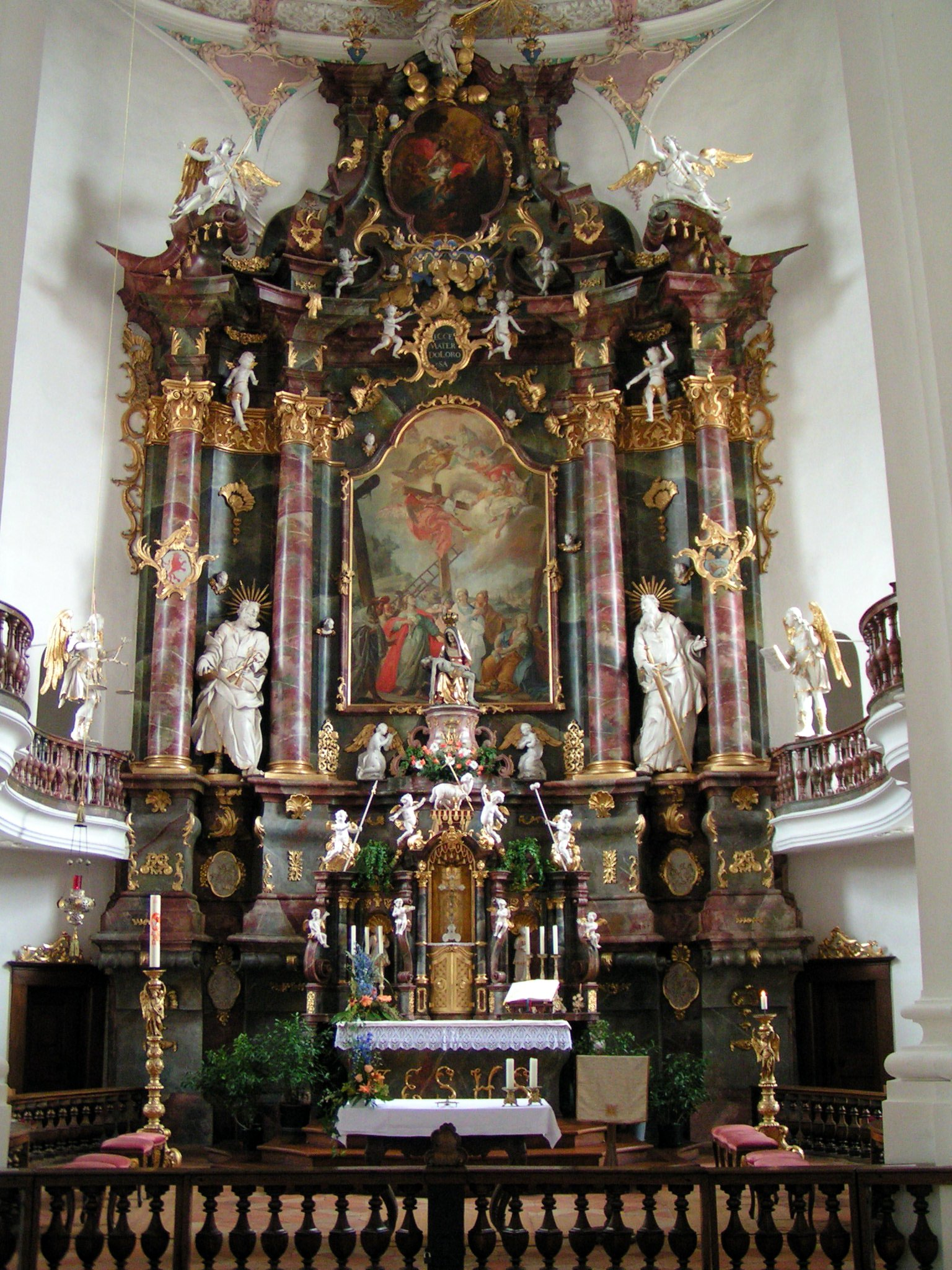
Altaar met communiebank

Kerkmeubilair is de verzamelnaam voor alle meubels die in een kerk gebruikt worden. Hieronder vallen bijvoorbeeld de altaren, de sedilia, de doopvont, de knielbanken, de kerkbanken, de kerkstoelen, de biechtstoelen, de communiebanken, het koorgestoelte, de preekstoel, het doophek, de lessenaars, het offerblok, het bord met de te zingen psalmen en de plek waar de collectenzakken opgehangen worden. Met name in wat oudere kerken is er door de eeuwen heen veel kunst terechtgekomen.

## Geschiedenis en verschil tussen de stromingen van de verschillende kerken

### Vroege kerk: van woonhuis tot markthal
De eerste christelijke gemeenten kwamen bij elkaar in woonhuizen; we moeten dan vermoedelijk denken aan de villa's van welgestelde leden. Al gauw werden er aparte gebouwen voor in gebruik genomen naar voorbeeld van de synagoge en de markthal (basilica). Geleidelijk aan werden de gebruikte voorwerpen meer aangepast aan de praktische vereisten. Net als de bijbels en gebedenboeken, werden ook de kerkinterieurs door de eeuwen heen steeds rijker geïllustreerd met glas-in-loodramen, schilderijen en beelden.

### Oosterse Kerk: iconen
Deze afbeeldingen ontwikkelden zich in het oosten tot een zelfstandige kunstvorm, namelijk het schilderen van iconen. In de 8e en 9e eeuw werd een gepassioneerde strijd gevoerd tussen de Byzantijnse keizer enerzijds, die de verering van iconen wilde verbieden (iconoclasme) en een deel van de Byzantijnse Kerk dat daar anders over dacht.

### Rooms-Katholieke Kerk
Zoals de architectuur van kerkgebouwen door de tijd heen veranderde, evolueerde ook het interieur. Van de betrekkelijk eenvoudige Romaanse basilica, die vooral functioneel was, via de in de hoogte strevende gotiek met spitsbogen en de barok met de weelderige versieringen via de neoclassicistische en neogotische kerkinterieurs, het expressionisme en de jugendstil, tot de in modernistische stijl opgetrokken kerken. In oudere kerkgebouwen, zoals de Dom van Trier, is te zien welke rijkdom al deze ontwikkelingen hebben achtergelaten.

### Hervorming en beeldenstorm

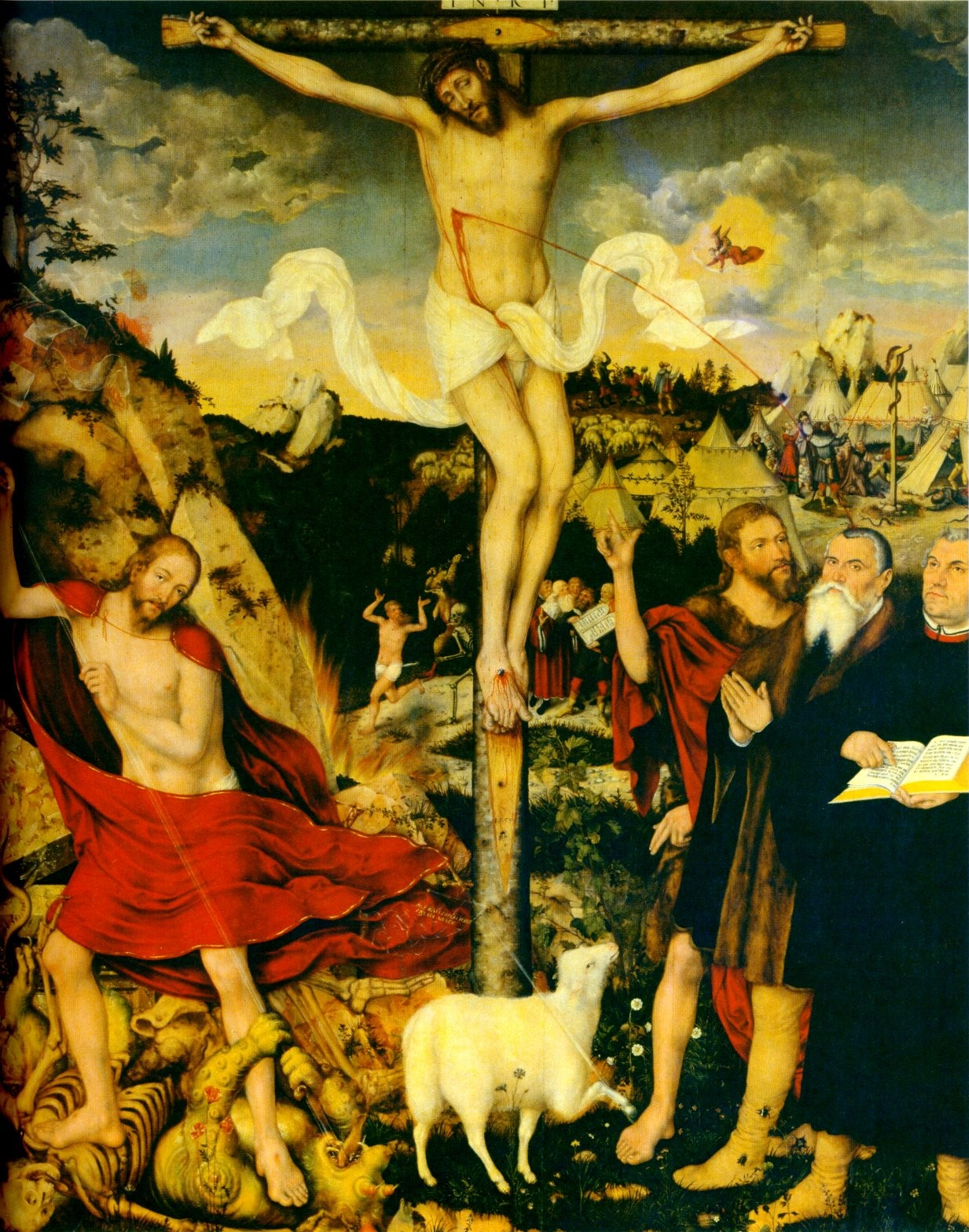
Middenpaneel van het hoofdaltaar van de Petrus- en Pauluskerk te Weimar door Lucas Cranach de Oude en voltooid door Lucas Cranach de Jongere (1555). Maarten Luther staat uiterst rechts.

Tussen de kerken van de Hervorming zijn verschillen aan te wijzen wat betreft het kerkmeubilair. In de calvinistische kerken bracht men het interieur zo veel mogelijk terug tot wat de essentie werd gevonden, het gesproken woord. In 1566 werden in de Nederlanden vele kerkelijke kunstvoorwerpen fors beschadigd toen de gereformeerden de katholieke kerken in gebruik wilden nemen voor eigen gebruik, de Beeldenstorm. Toen de gereformeerde kerk de publieke kerk werd, verdwenen de afbeeldingen van heiligen en Bijbelse personen grotendeels uit het kerkinterieur. In plaats van de muurschilderingen kwamen teksten van het Onze Vader, de Tien Geboden en de Apostolische Geloofsbelijdenis. Ook werd de kerk door aanzienlijke en welgestelde families voorzien van grafmonumenten.
De lutherse en anglicaanse kerken hebben geen beeldenstorm gekend. De altaren en de beelden van Bijbelse personen bleven gewoon in de kerk. In Weimar en in verschillende andere kerken is Luther zelf afgebeeld op een altaarstuk.

## Kerkmeubilair

### Altaar
Volgens de rooms-katholieke leer verandert de hostie tijdens de consecratie op mystieke wijze in het lichaam van Christus. Dat betekent, dat het lichaam van Christus daadwerkelijk geofferd wordt tijdens de eucharistie. Daarom is de plek waar dit gebeurt, het altaar en de plek waar dit zich bevindt, het koor, een zeer heilige plaats, die vaak is afgescheiden van het schip door een prachtig koorhek. Als de hostie wordt uitgereikt, komen de gelovigen naar voren en knielen op de communiebank. Van oudsher staat de priester vooraan, gericht naar het Oosten, maar sinds de liturgiehervorming na Vaticanum II richt de priester zich in de gewone vorm van de Romeinse ritus meestal naar het volk, ook al is dit geen essentieel kenmerk van deze ritus. De zetels aan de epistelzijde (zuidzijde) van het altaar waar de priester en zijn assistenten op zitten, heten de sedilia.
Naast een hoofdaltaar bezitten kerken soms ook zij- of nevenaltaren, die meestal aan een bepaalde heilige zijn toegewijd. In zeer grote kerken heeft men ook straalkapellen, die elk een eigen altaar hebben.
In een aantal kerken bevindt zich op of boven het altaar een altaarstuk. Dit kan een schilderwerk zijn, vaak een veelluik. Ook zeer grote houten altaarstukken, welke zowel van schilderwerk als van beelden zijn voorzien, komen voor, bijvoorbeeld in Spaanse kerken.

### Communiebank

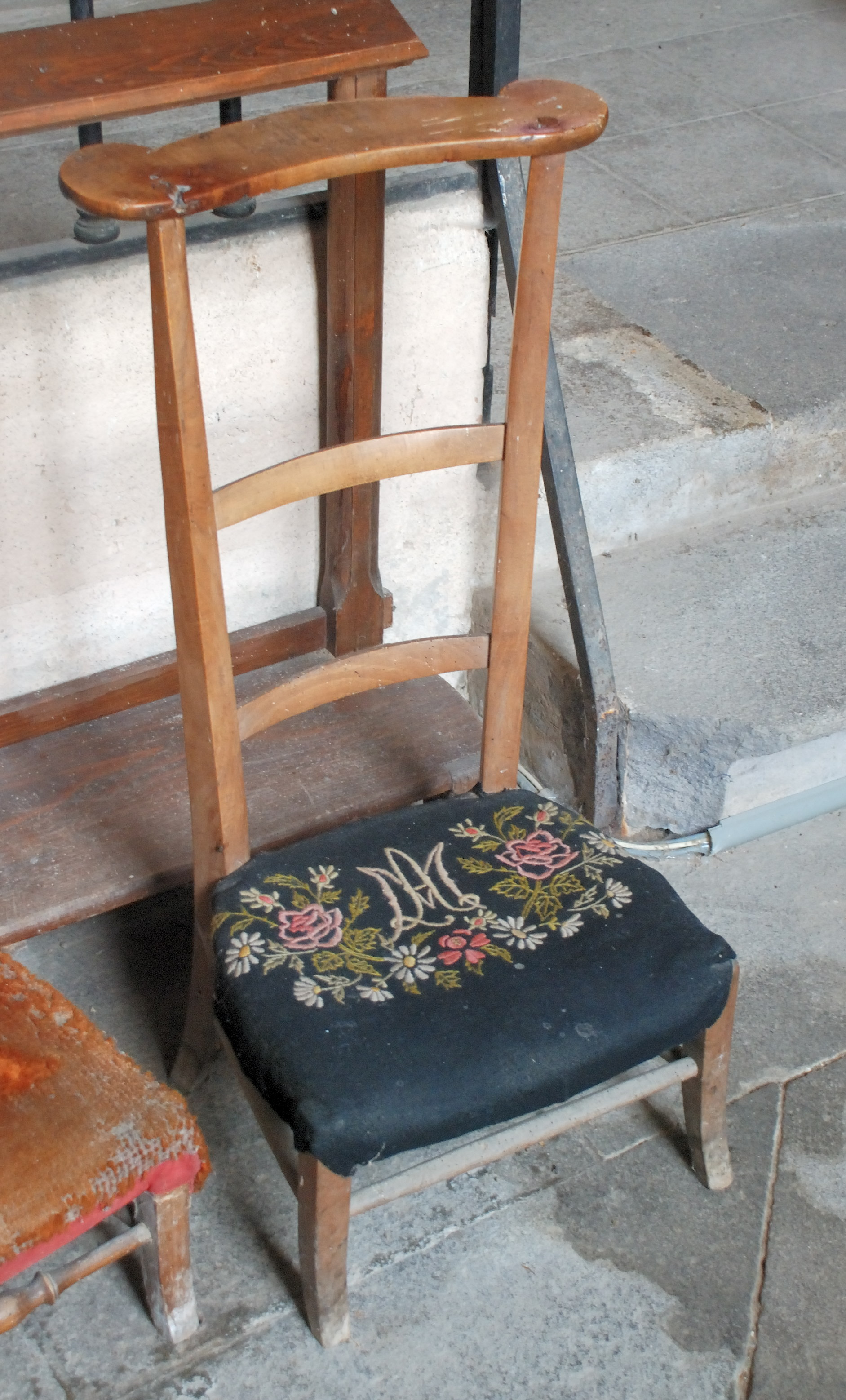
Knielstoel in Sermentizon (Auvergne, Frankrijk).

Communiebanken worden in katholieke kerken gebruikt, daar de gelovigen knielend ter communie gaan en de hostie op de tong ontvangen. De communiebank is een langgerekte knielbank, soms ook twee, die zich tussen het koor en het schip van de kerk bevindt. In Nederland en België ontvangen de gelovigen de hostie thans meestal staande en wordt het gebruik van een communiebank veelal achterwege gelaten.

### Avondmaalstafel
Protestanten zien de eucharistie als een herinneringsmaal. Er is dan ook niet zozeer sprake van een altaar.
In de meeste protestantse kerken zitten de gelovigen in groepjes aan een lange Avondmaalstafel. Met name in evangelische gemeenten brengen ouderlingen of anderen het brood en de wijn rond.

### Knielbank
In een katholieke kerk zijn knielbanken of knielstoelen een standaard onderdeel van het kerkinterieur, aangezien er tijdens de kerkdienst verschillende malen geknield wordt, onder andere tijdens de consecratie. Naast de langgerekte kerkbanken kent men ook kerkstoelen, waaronder speciale knielstoelen, al dan niet met een uitklapbaar zitgedeelte.

In de meeste protestantse kerken bidt men zittend of staand. Knielbanken ontbreken daarom in het kerkinterieur en alleen bij de inzegening van een huwelijk wordt een knielbank gebruikt. 

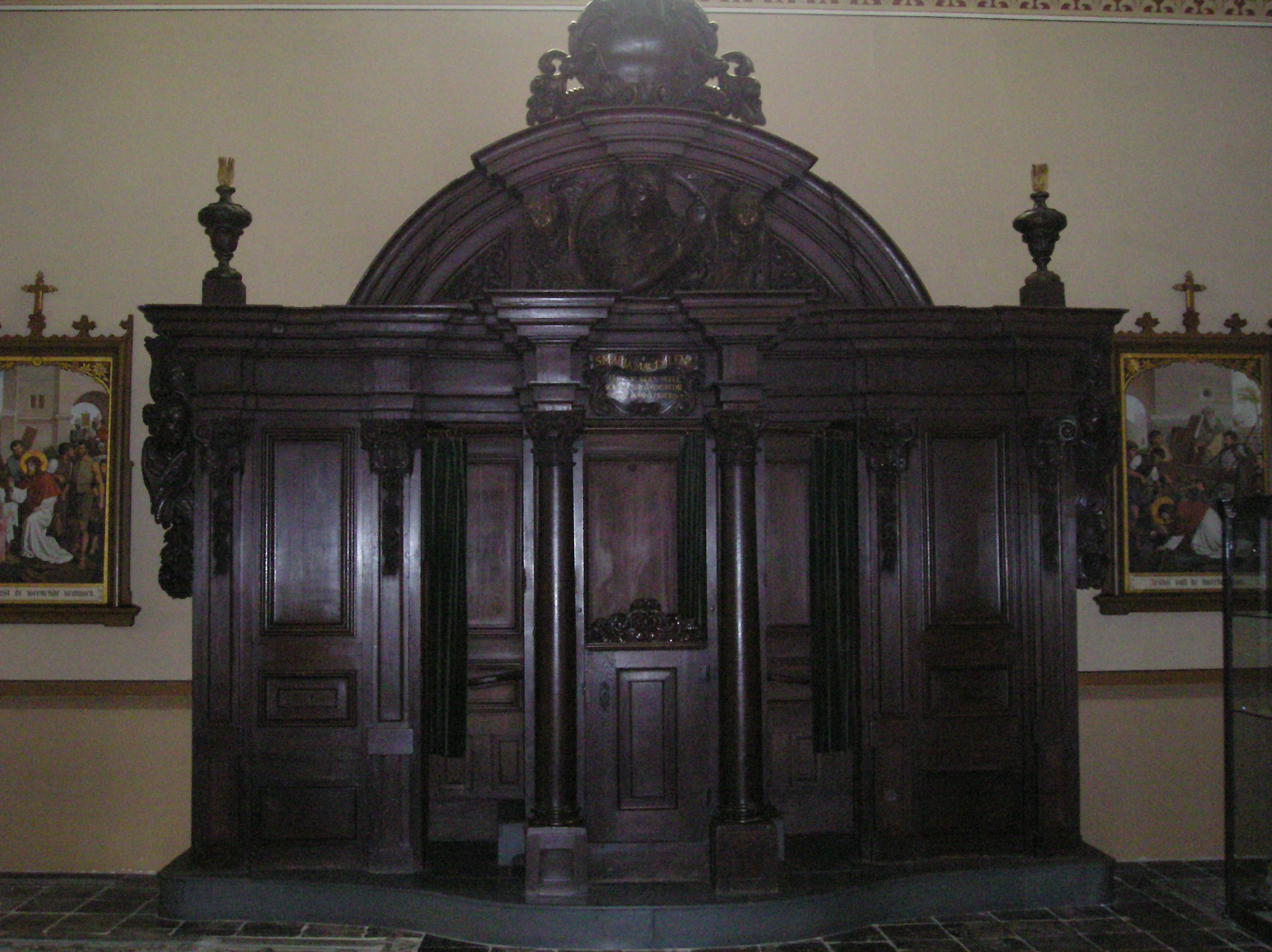
Biechtstoel in de Sint-Elisabethkerk te Grave.

### Biechtstoel
Het sacrament van de biecht met daaraan verbonden penitentie (boetedoening) en absolutie (vergeving van de zonden) is van groot belang in het katholieke geloofsleven: wanneer de gelovige de priester de eigen zonden vertelt en daarover oprecht berouw toont, kan deze ze namens God vergeven. Biechten kan anoniem. Er zijn speciale biechtstoelen waarin de gesprekspartners elkaar wel verstaan, maar niet kunnen zien. In de oosterse kerk geschiedt biechten zichtbaar voor iedereen. Binnen sommige protestantse groeperingen bestaat openbare belijdenis van schuld, daar is geen speciaal meubilair bij nodig. 

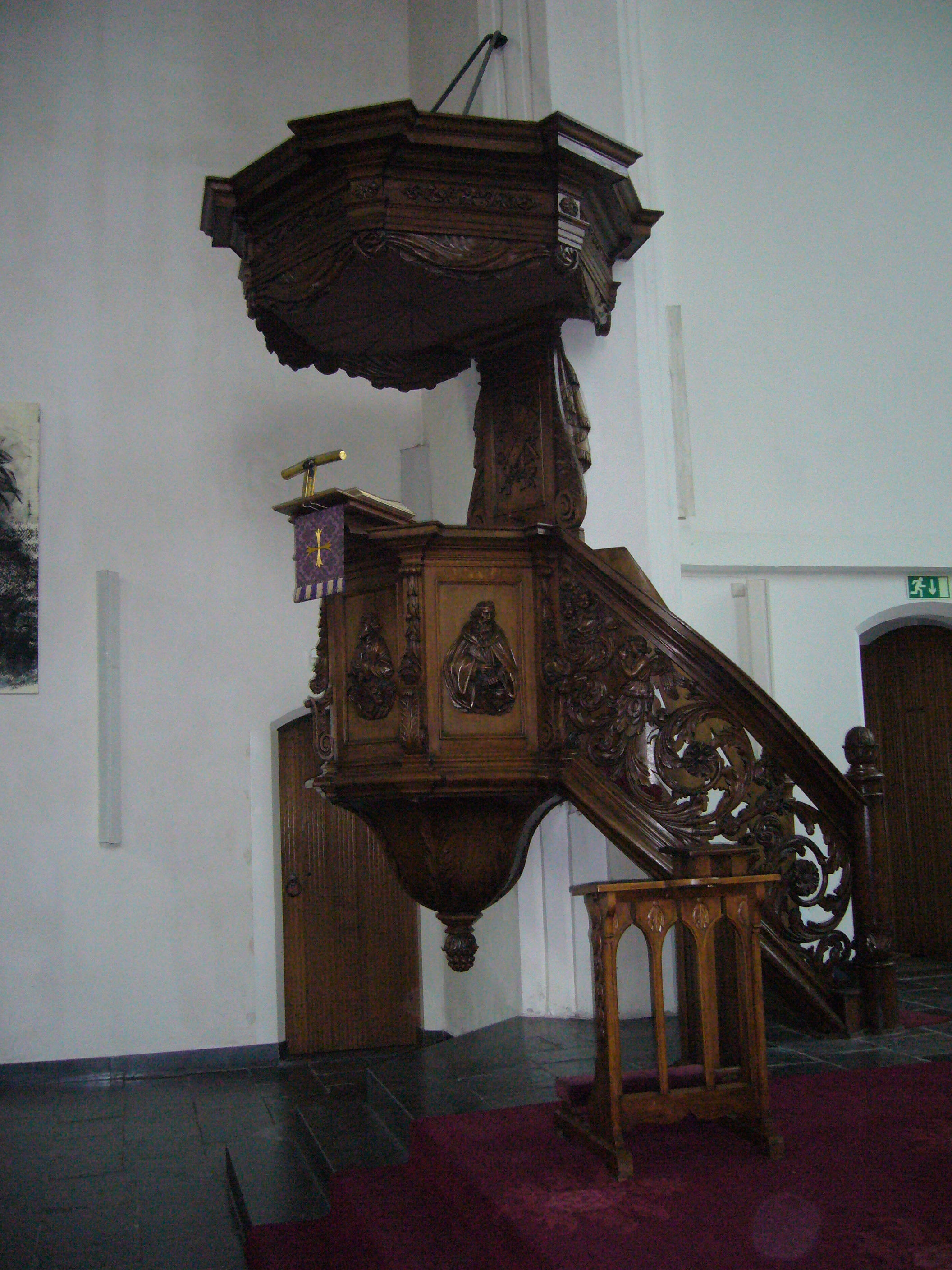
Preekstoel in de Kloosterkerk in Den Haag.

### Preekstoel of kansel
Een van de weinige versieringen die vaak intact bleven bij de overgang naar het calvinisme was het houtsnijwerk van de kansel of de preekstoel. De preek neemt dan ook een centrale plaats in in de calvinistische traditie. De predikant weet zich meestal omringd door de afbeeldingen van andere predikers van het woord, de profeten, evangelisten en apostelen. De preekstoel is een overblijfsel uit de tijd toen er nog geen geluidsinstallatie was. Door boven de mensen te spreken, langzaam te spreken en rekening te houden met de galm kon de predikant toch verstaanbaar zijn. Opvallend bij vele preekstoelen is dan ook het grote klankbord dat zich boven de plaats van de predikant bevindt. In sommige kerken houdt men vast aan het geloof der vaderen en preekt men nog steeds galmend, ook al is dat technisch niet meer nodig. In andere kerken is de preekstoel niet meer in gebruik en ondersteunt de predikant zijn boodschap met een geluidsinstallatie, en soms met een beamer.
Behalve een kansel vindt men -vooral in protestantse kerken- ook wel een lezenaar.

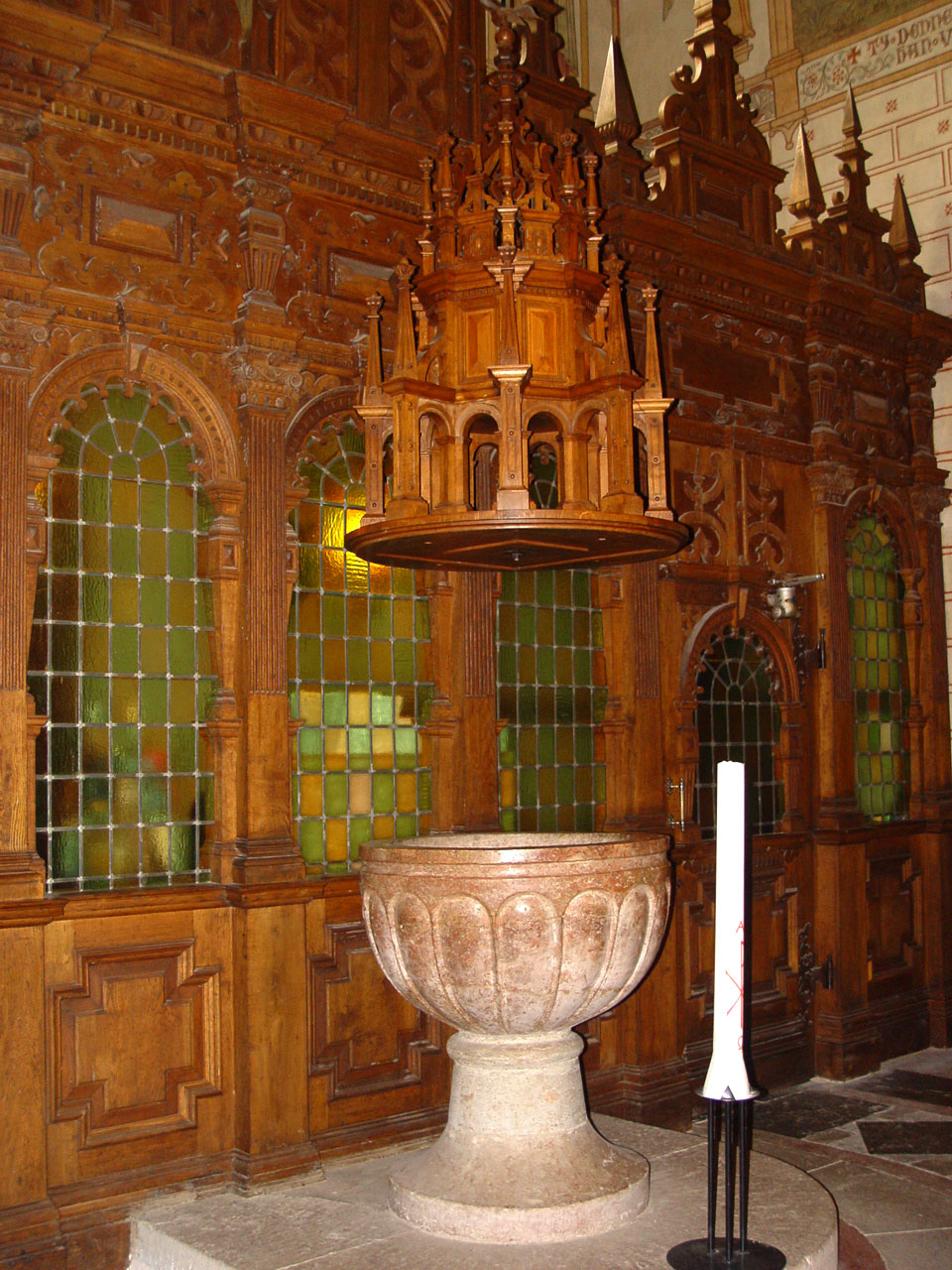
Romaanse doopvont uit de kerk van Dalhem (Gotland), Zweden.

### Koorgestoelte
In kapittelkerken en kloosterkerken bevindt zich een -vaak rijk gebeeldhouwd- koorgestoelte. Hierin nemen de kanunniken dan wel de monniken plaats tijdens het koorgebed.

### Doopvont
In de oosterse kerken worden kinderen ondergedompeld als ze gedoopt worden. In de Rooms-Katholieke Kerk wordt een straaltje water over het hoofd gegoten. In protestantse kerken die de kinderdoop kennen wordt de dopeling besprenkeld. Evangelische gemeenten wachten tot iemand zelf om de doop kan vragen, het dopen bestaat dan uit het geheel onder water dompelen van de dopeling.
De doopvont die voor de kinderdoop gebruikt wordt, is een soort bekken, waar de priester of predikant water uit schept, terwijl in kerken die de volwassendoop kennen, dikwijls het podium open kan, waar dan een groot waterbekken onder zit.

### Doophek
In protestantse kerken vindt de doop overigens vaak niet plaats in een doopkapel, maar in de dooptuin, dat is de ruimte bij de preekstoel. De dooptuin wordt omsloten door het doophek dat vaak van houtsnijwerk is voorzien en eveneens een onderdeel van het kerkmeubilair vormt. Veel doophekken zijn in de loop van de 20e eeuw verwijderd, maar een aantal historische en kunstzinnige doophekken zijn bewaard gebleven.

### Doksaal

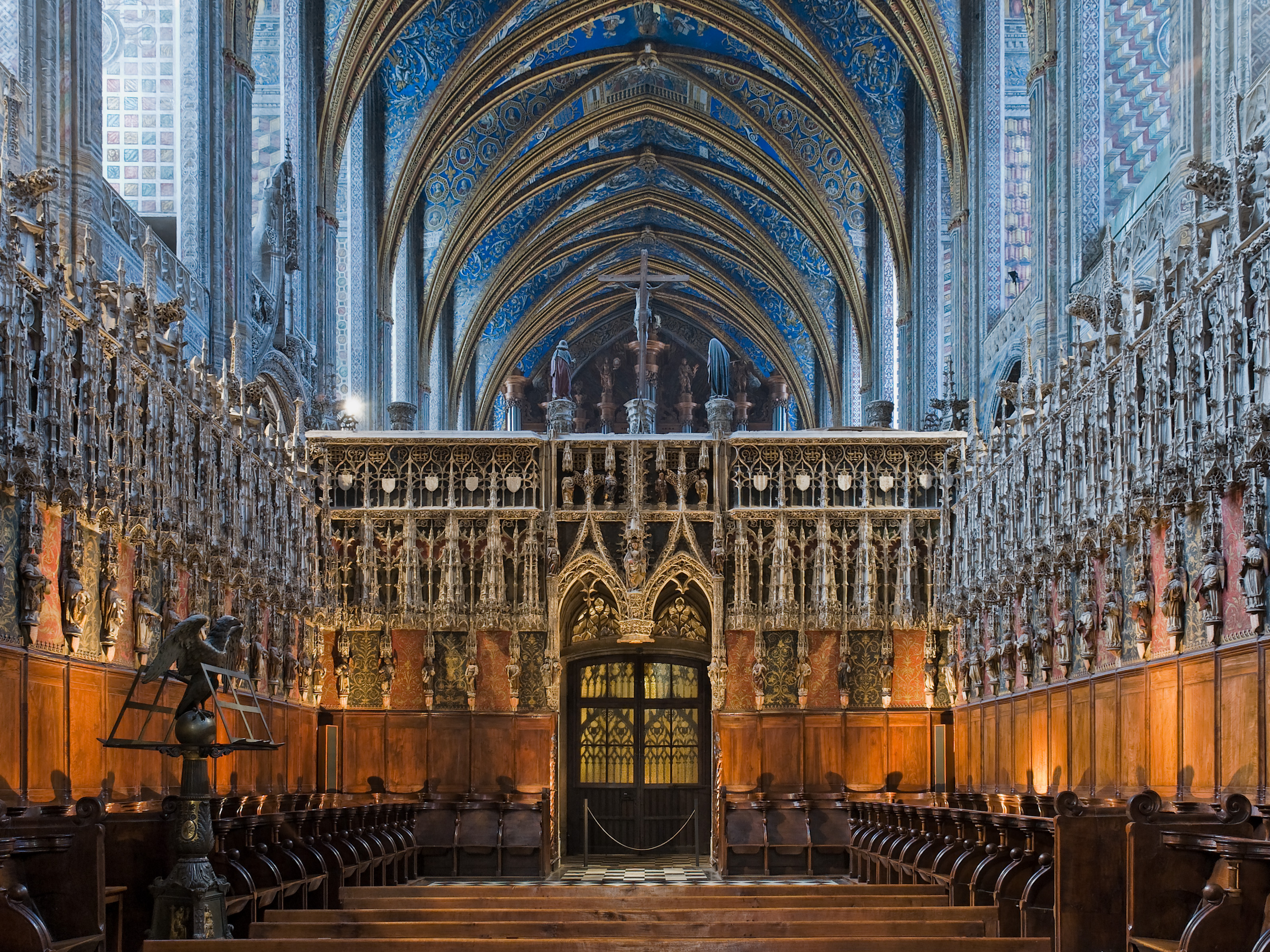
Doksaal en koorgestoelte in de kathedraal van Albi.

Het doksaal is een, gewoonlijk rijk versierde, afscheidingswand tussen priesterkoor en schip van de kerk, dan wel een soort tribune aan de ingangszijde, waarop zich gewoonlijk het kerkorgel bevindt.

### Borden
Vooral in protestantse kerken vindt men vaak een aankondigingsbord waarop de nummers van de te zingen psalmen en gezangen verschijnen. Daarnaast kent men ook fraai gekalligrafeerde gebedsborden, wapenborden, predikantenborden en dergelijke.
Het aankondigingsbord is in zowel protestantse als katholieke kerken tegenwoordig vaak vervangen door een elektronisch scherm.

### Orgelkast

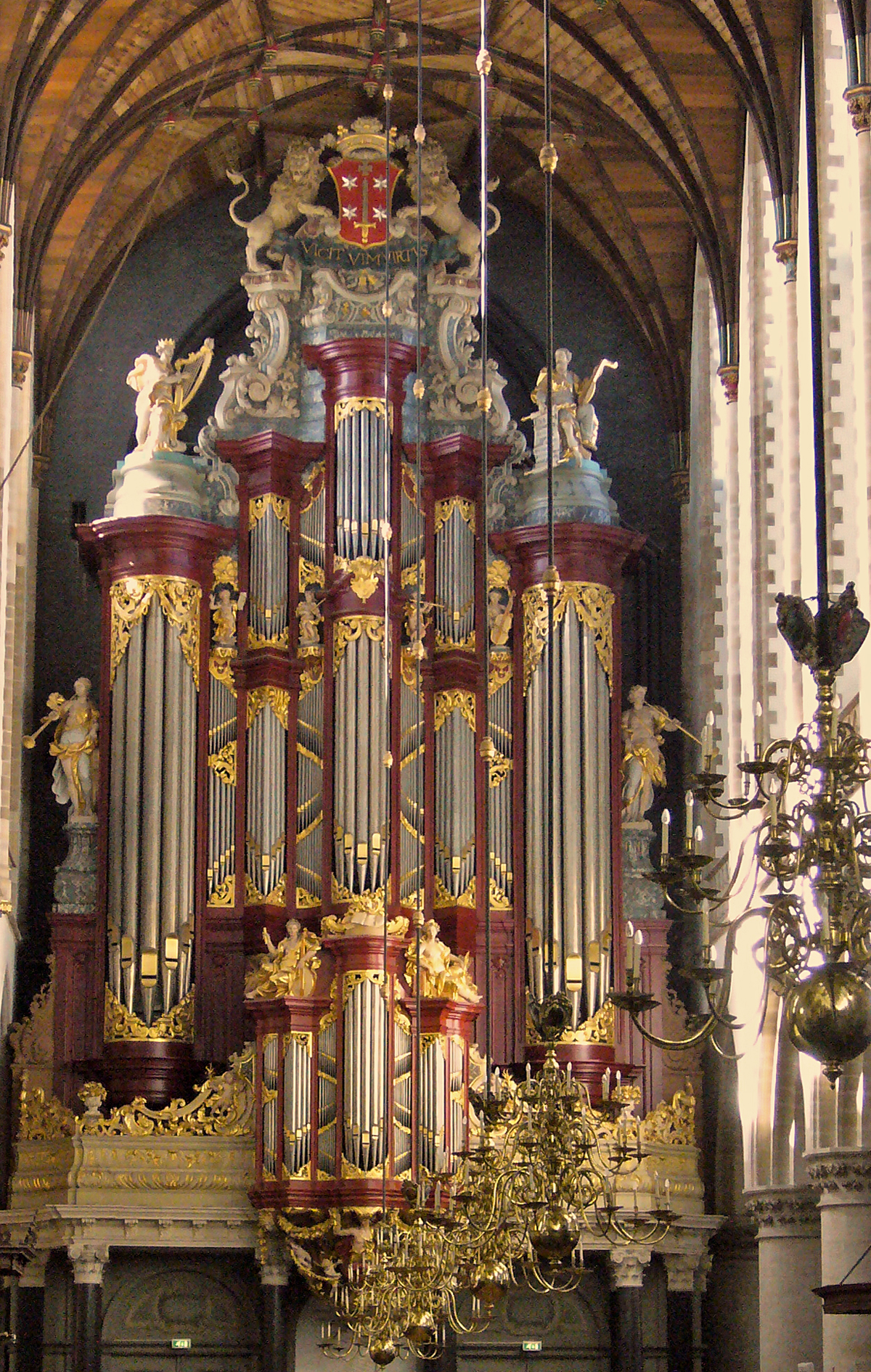
Sint-Bavokerk te Haarlem met Müller orgel

Hoewel het kerkorgel eerder als een muziekinstrument dan als een meubelstuk kan worden gekenmerkt, kan men de vaak rijk versierde orgelkast wel degelijk tot het kerkmeubilair rekenen.

### Heiligenbeelden
In katholieke kerken vindt men vele heiligenbeelden. Deze worden onder andere bevestigd aan de pilaren van het middenschip. Ook de diverse altaren, zijkapellen en dergelijke kunnen van heiligenbeelden voorzien zijn. Daarnaast is in vele kerken een kruisbeeld boven de kooringang opgehangen.

### Kruiswegstaties

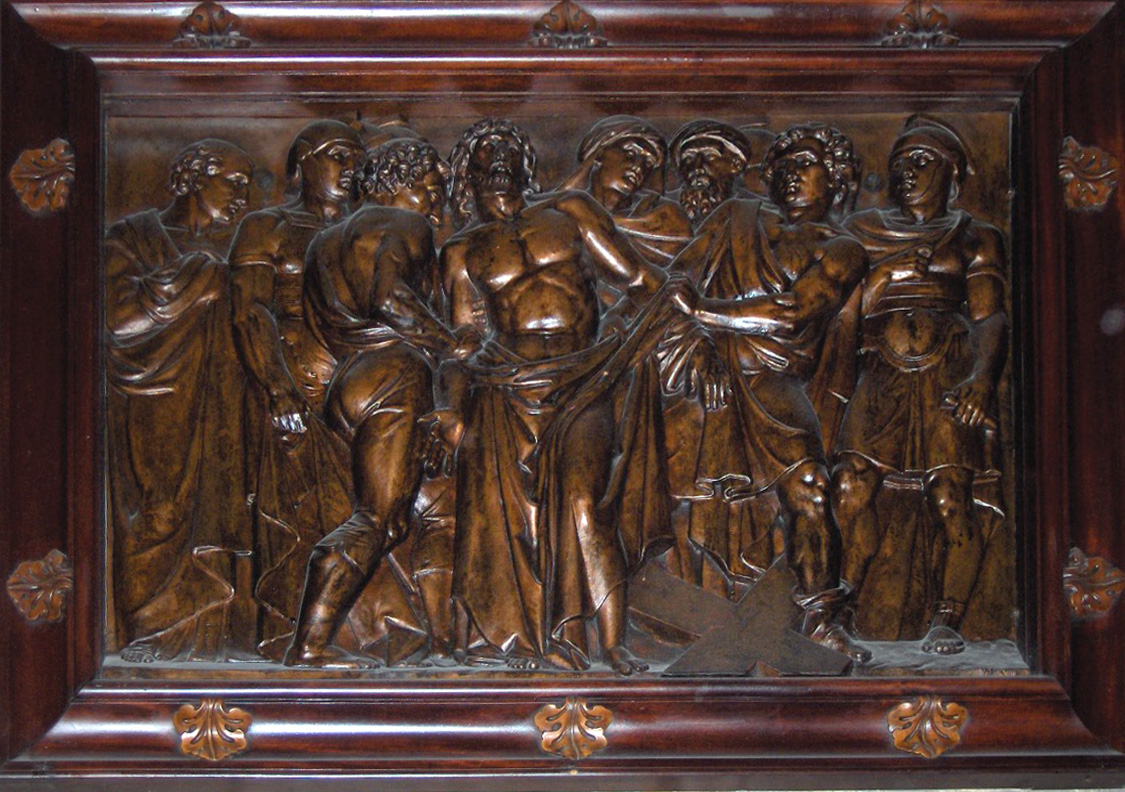
10e kruiswegstatie - Jezus wordt van Zijn klederen beroofd

In katholieke kerken zijn altijd veertien kruiswegstaties te vinden, meestal in de vorm van schilderijen, soms ook in de vorm van beeldhouw- of houtsnijwerk. De staties zijn gewoonlijk langs de wanden van de zijbeuken aangebracht.

### Kroonluchters
Vooral in protestantse kerkinterieurs vormen één of meer aan de zoldering opgehangen koperen kroonluchters een opvallend onderdeel.

## Ontkerstening
In het verleden zijn er diverse golven van ontkerstening geweest, soms vanuit overheden geïnitieerd. Tijdens de Franse Revolutie in het laatste decennium van de 18e eeuw werden de meeste abdijen in de Zuidelijke Nederlanden manu militari ontbonden en vernietigd en werd veel kerkmeubilair verkocht. In de Noordelijke Nederlanden kregen de katholieken juist godsdienstvrijheid en was er een grote behoefte aan kerkmeubilair. In die periode is er veel kerkmeubilair uit het zuiden verkocht aan de noorderburen.
Ontkerstening leidt tot een verminderd aantal kerkgangers en verminderde inkomsten. Bovendien treedt een verschuiving op naar evangelische gemeenten en kleinere kerkgenootschappen, die liever een nieuw gebouw laten bouwen (hun aanhang woont vaker in een nieuwbouwwijk of voorstad dan in de oudere wijken; oude kerken zijn vaak niet zuinig met energie). De galm in vele kerken is voor snelle muziek hinderlijk en evangelische gemeenten hebben bovendien liever een band dan een pijporgel. Beamer, geluidsinstallatie en zitstoelen nemen de plaats in van harde, smalle kerkbanken, preekstoel en avondmaalstafel.
Dit alles maakt, dat wat de ene kerk over heeft, bijvoorbeeld omdat op een locatie de erediensten beëindigd worden, een andere kerk of gemeente niet automatisch wil gebruiken. Zowel wat gebouw als wat meubilair betreft, is dan ook de vraag wat te doen met de oude ruimte en het interieur. Het kan meegenomen worden naar de nieuwe gefuseerde kerk, geschonken of verkocht worden aan een andere kerk, ook in het buitenland, aan een museum, aan particulieren, maar geregeld wordt er ook gesloopt of een deel van de inventaris vernietigd,

## Ontwerpers van kerkmeubilair
Willem Kerricx (1652 - 1719)

Allert Meijer (1654 - december 1722/januari 1723)

Theodoor Verhaegen (1700 – 1759)

Hendrik van der Geld (1838 - 1914)

## Musea
Kerkmeubilair vindt men ook wel in musea, waaronder speciaal aan kerkelijke kunst gewijde musea, bijvoorbeeld:

Museum voor Religieuze Kunst te Uden

Museum Catharijneconvent te Utrecht